# Dh (digráf)
A Dh (kisbetűs alakja dh) a latin ábécé] egy olyan digráfja, mely egy D és egy H betűből áll. 

## Nyelvészet
- Az albánban a « dh » digráf a ð hangot jelöli. Ezt külön betűnek tekintik, az ábécében pedig a D és az E között foglal helyet.

## Informatikai megjelenítés
A legtöbb digráfhoz hasonlóan a « dh » lejegyzésére sem létezik egyetlen karakter, megjelenítéséhez mindig le kell nyomni a D és a H billentyűket.

## Lásd még
- Digráf

## Fordítás
Ez a szócikk részben vagy egészben  a   Dh (digramme) című francia Wikipédia-szócikk ezen változatának fordításán alapul.  Az eredeti cikk szerkesztőit annak laptörténete sorolja fel. Ez a jelzés csupán a megfogalmazás eredetét és a szerzői jogokat jelzi, nem szolgál a cikkben szereplő információk forrásmegjelöléseként.